# Seden Sogn
Seden Sogn er et sogn i Hjallese Provsti (Fyens Stift).
I 1800-tallet var Åsum Sogn anneks til Seden Sogn. Begge sogne hørte til Åsum Herred i Odense Amt. Seden-Åsum sognekommune gik i 1966 sammen med Agedrup Sogn i Bjerge Herred, også i Odense Amt. De dannede Fjordager Kommune, men den var ikke stor nok, så den blev ved kommunalreformen i 1970 indlemmet i Odense Kommune.
I Seden Sogn ligger Seden Kirke.
I sognet findes følgende autoriserede stednavne:
- Helsted (bebyggelse)
- Seden (bebyggelse, ejerlav)
- Seden Strand (bebyggelse)